# Had Enough
Had Enough è un singolo del rapper statunitense Don Toliver, pubblicato il 27 dicembre 2019 come secondo estratto dall'album compilation JackBoys.
Prodotto da TM88, El Michels, Mike Dean e Cash Passion, presenta come ospiti i componenti dei Migos Quavo e Offset. Il singolo è anche il secondo estratto dall'album in studio di debutto di Toliver, Heaven or Hell. Il brano presenta un sample di Summer, traccia presente nell'album Everything Is Love dei The Carters.

## Antefatti
Seguente il successo di No Idea, guadagnato diventando virale sulla piattaforma TikTok, uno snippet di Had Enough fu trapelato nel mese di maggio del 2019. Si stimava che il brano avrebbe fatto parte sia di JackBoys che dell'imminente album in studio Heaven or Hell.

## Tracce
Testi di Caleb Toliver, Quavious Marshall, Kiari Cephus, Bryan Simmons, Leon Michels e Mike Dean, musiche di TM88, El Michels, Mike Dean e Cash Passion.
1. Had Enough – 2:37

## Classifiche
| Classifica (2020) | Posizione massima |
| ----------------- | ----------------- |
| Canada            | 42                |
| Regno Unito       | 60                |
| Stati Uniti       | 52                |
| Svizzera          | 44                |